# The Hit List
The Hit List es el primer álbum de versiones de Joan Jett, publicado en 1990. Todas las canciones son versiones de famosas canciones. "Dirty Deeds" fue publicada como sencillo con el lado B compuesto por la canción "Let It Bleed", una versión de The Rolling Stones. "Love Hurts" fue publicada como segundo sencillo junto a "Up from the Skies".

## Lista de canciones
| N.º | Título                         | Artista original (fecha)                    | Duración |  |
| 1.  | «Dirty Deeds»                  | AC/DC (1976)                                | 3:18     |  |
| 2.  | «Love Hurts»                   | The Everly Brothers (1960), Nazareth (1974) | 3:47     |  |
| 3.  | «Pretty Vacant»                | Sex Pistols (1977)                          | 3:24     |  |
| 4.  | «Celluloid Heroes»             | The Kinks (1972)                            | 5:28     |  |
| 5.  | «Tush»                         | ZZ Top (1975)                               | 2:23     |  |
| 6.  | «Time Has Come Today»          | The Chambers Brothers (1968)                | 4:13     |  |
| 7.  | «Up from the Skies»            | The Jimi Hendrix Experience (1967)          | 3:01     |  |
| 8.  | «Have You Ever Seen the Rain?» | Creedence Clearwater Revival (1970)         | 3:33     |  |
| 9.  | «Love Me Two Times»            | The Doors (1967)                            | 3:07     |  |
| 10. | «Roadrunner» (1990 version)    | The Modern Lovers (1972)                    | 3:34     |  |

## Créditos
- Joan Jett - guitarra, voz
- Ricky Byrd - guitarra
- Kasim Sulton - bajo
- Thommy Price - batería